# 女番長ゲリラ
『女番長ゲリラ』（スケバンゲリラ）は、1972年に製作された日本映画。鈴木則文監督。女番長シリーズ第3作。主演は杉本美樹に交代したが、前作まで主演した池玲子も共演している。

## キャスト
＜新宿赤ヘル団＞
- 帰山幸子(団長)：杉本美樹
- ユキ：城恵美
- 浮子：小林千枝
- みどり：木本リンダ
- お桂(尼さん新入り)：丘なおみ

＜京都スケバン連合＞
- リカ(番長)：衣麻遼子
- 辰美：女屋実和子
- ヤス：ひろみどり
- ノブ子：穂積かや
- 和子：司京子
- 奈美(先代番長)：池玲子

＜八田ジム＞
- 宮崎一郎(ボクサー)：成瀬正孝
- 八田正剛(会長)：水島道太郎
- 八田千津子(会長の娘)：三浦夏子
- スピーディ浜口(先輩ボクサー)：カシアス内藤
- あがた森男(一郎の旧友)：あがた森魚

＜筒井組＞
- 筒井猛(組長)：安部徹
- 中原修治(奈美の兄)：林彰太郎
- 森口(幹部)：丘路千
- 鮫島：広瀬義宣
- 菅田：蓑和田良太
- 前原：毛利清二
- 松原：松本泰郎

＜暴走族イージーライダー＞
- 野村：一ノ瀬謙
- 井上：有田剛
- 小田：白井孝史
- 河合：中沢正美
- 吉川：久田雅臣

＜その他＞
- 竹見兵衛(墓場の男・ニセ医者)：岡八郎
- 唄代(竹見の被害者)：京唄子
- 哲太(唄代の夫)：鳳啓助
- 木下(浮子と寝る男)：田中小実昌
- 了淡(脅迫される坊主)：名和宏
- 顕照尼(了淡の女)：三原葉子
- 桜井(淋病牧師)：大泉滉

## 主題歌
- 主題歌「女番長流れ者」ビクターレコード

作詞：すずきすずか　作曲：荒木一郎　唄：杉本美樹
- 挿入歌「赤色エレジー」キングレコード

作詞・編曲：あがた森魚　作曲：八洲秀章　唄・演奏：あがた森魚+蜂蜜ぱい

## スタッフ
- 企画 - 天尾完次
- 脚本 - 皆川隆之、鈴木則文
- 撮影 - 赤塚滋
- 照明 - 和多田弘
- 録音 - 堀場一朗
- 美術 - 石原昭
- 音楽 - 津島利章
- 編集 - 市田勇
- 助監督 - 清水彰
- 記録 - 石田照
- 装置 - 米沢勝
- 装飾 - 宮川俊夫
- 美粧結髪 - 東和美粧
- 演技事務 - 森村英次
- スチール - 諸角義雄
- 衣装 - 岩逧保
- 擬斗 - 三好郁夫
- 進行主任 - 渡辺操
- 協力 - 西伊豆土肥温泉 桂川シーサイドホテル
- 監督 - 鈴木則文